# Kirby and the Rainbow Paintbrush
Kirby and the Rainbow Paintbrush (ook wel Kirby and the Rainbow Curse in de Verenigde Staten) is een computerspel dat is ontwikkeld door HAL Laboratory en uitgegeven door Nintendo. Het platformspel kwam in 2015 uit voor de Wii U.
Het spel is een qua verhaal een vervolg op de DS-titel Kirby: Power Paintbrush uit 2005. In de eerste maand na uitgave werden er in Japan 58.000 exemplaren verkocht. Eind juni 2015 liep dit aantal op tot 83.000 exemplaren.

## Plot
Op een dag opent in Dream Land een mysterieus gat in de lucht dat alle kleuren laat verdwijnen in Dream Land. Kirby, Bandana Waddle Dee en de fee Eline reizen af naar Seventopia om de kwaadaardige krachten te stoppen en de kleuren weer terug te brengen in Dream Land.

## Gameplay
In dit spel maken spelers gebruik van de GamePad van de Wii U om regenbooglijnen te tekenen, hiermee kan Kirby door het veld bewegen. Net als in andere Kirby-spellen kan Kirby verschillende gedaantes aannemen en de aanvalsmogelijkheden van zijn vijanden kopiëren. Hiermee is het mogelijk om verder in het spel te geraken.
Maximaal drie andere spelers kunnen met een Wii-afstandsbediening als Waddle Dee spelen, om zo Kirby te helpen. Het spel ondersteunt ook amiibo, waarmee extra spelmogelijkheden worden geboden.

## Levels
- Green Valley: het eerste level van het spel, met bloemen en gras. De eindbaas van dit level is Whispy Woods.
- Yellow Dunes: een woestijn met veel zand, en de baas is Hooplagoon.
- Indigo Ocean: een strand met kokospalmen en een spookachtig schip. De baas is Claykken.
- Blue Sky Palace: een level dat zich in de lucht afspeelt. De baas is Whispy Woods, het tweede gevecht.
- Orange Woodland: een bos met bomen, stammen en paddenstoelen. De baas van dit level is Hooplagoon, het tweede gevecht.
- Rode vulkaan: een level met veel lava en stenen, en kan als een van de moeilijkste worden beschouwd. De baas is Claykken, het tweede gevecht.
- Purple Fortress: het laatste level van het spel met een vuilnisbelt en een deel van de melkweg. De twee eindbazen zijn Claycia en Dark Crafter.

## Ontvangst
| Recensiescore       | Recensiescore |
| Recensieverzamelaar | Score         |
| ------------------- | ------------- |
| GameRankings        | 75%           |
| Metacritic          | 73%           |
| Publicist           | Score         |
| Famitsu             | 34/40         |
| Giant Bomb          | 2/5           |
| IGN                 | 8             |
| Nintendo Life       | 7             |
| Hardcore Gamer      | 4,5/5         |

Kirby and the Rainbow Paintbrush ontving grotendeels positieve recensies. Op aggregatiewebsites Metacritic en GameRankings heeft het spel verzamelde scores van respectievelijk 73% en 75%.
Men was positief over de vernieuwende elementen zoals het tekenen van de regenbooglijnen op het scherm van de GamePad, en de visuele elementen van een natuurgetrouwe weergave van de klei. Kritiek was er op de wisselende focus tussen GamePad en televisiescherm.